# Reichertella pulicaria
Reichertella pulicaria is een muggensoort uit de familie van de Scatopsidae. De wetenschappelijke naam van de soort is voor het eerst geldig gepubliceerd in 1846 door Loew.